# 全日空機高知空港胴体着陸事故
全日空機高知空港胴体着陸事故（ぜんにっくうき こうちくうこうどうたいちゃくりくじこ）は、2007年（平成19年）3月13日に高知空港で発生した全日本空輸（ANA）1603便の航空事故（胴体着陸事故）である。

## 事故当日のANA1603便

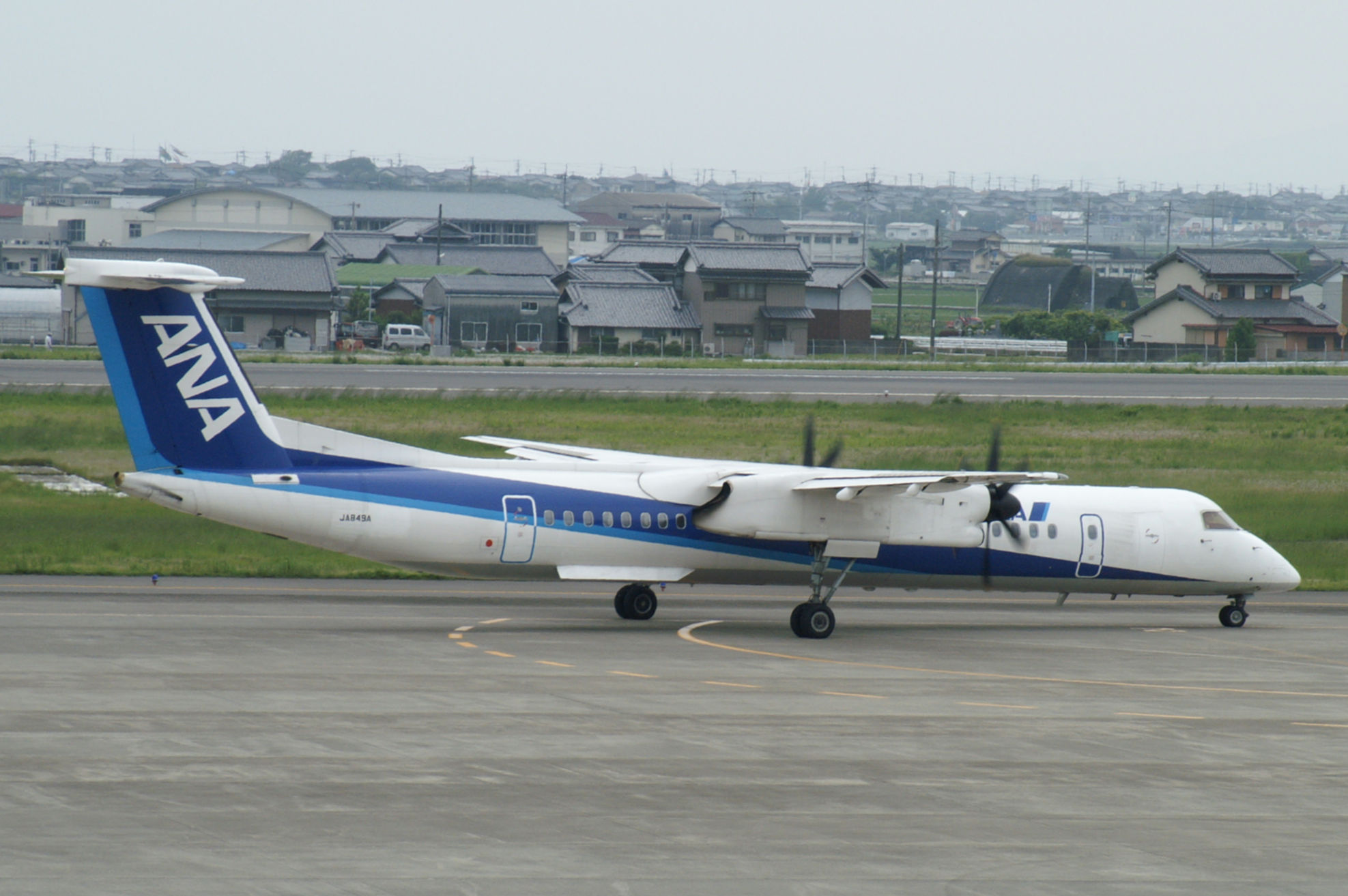
2006年5月に撮影された事故機

- 使用機材：ボンバルディア DHC8-Q400
  - 機体記号：JA849A
  - 製造年：2005年
- フライトプラン：大阪国際空港8時10分発・高知空港8時55分着
- 運行担当：エアーセントラル
- コールサイン：ALL NIPPON 1603
- 乗員：4名
- 乗客：56名

## 事故の概要
2007年（平成19年）3月13日、全日本空輸（ANA）1603便は、大阪国際空港を8時9分に出発し高知空港行きとして運航されていた。1603便は、大阪から高知に向かう便の第2便であり、運航は子会社のエアーセントラル（現在のANAウイングス）が行っていた。機体はターボプロップ機であるボンバルディア DHC8-Q400 （機体記号:JA849A、2005年製造）であった。エアーセントラルでは2003年から同型機が就航しており、使用機材の中では比較的新しい機体であった。
8時49分、1603便は高知空港への着陸態勢に移ろうとしたが、「ノーズギア（前輪）が出ない」との報告があった。通常の油圧による操作のほか、手動操作でも前輪が出せるように設計されている機体のため、1603便は前輪を手動で出そうとしたがこれにも失敗し、また着地の際の衝撃で前輪を降ろそうとタッチアンドゴーを繰り返したがやはり成功しなかった。
このため機長は最後の手段として胴体着陸を決断した。事故機は小型機のため、非常時に燃料投棄を行う装備を持たないことから、2時間あまり空港上空を旋回して燃料を消費した上で、高知空港への緊急着陸態勢に入った。この時、高知空港の滑走路は閉鎖され、滑走路横には消防車等の緊急車両が待機した。空港脇にはトラブル発生の報を受け、報道陣や警察関係者が集まっていた。また、この緊急着陸の様子は多くのテレビ局が生中継して全国放送された。
1603便は10時54分に胴体着陸を決行し、メインギア（後輪）のみを滑走路に接地させて機首を水平やや上方に保った状態で15秒ほど滑走した後、緩やかに機首を下ろして滑走路と接触させながら減速し、機首接地の15秒後には無事停止して緊急着陸に成功した。機首下部が接地する際に火花が生じたものの、火災は発生せず、着陸の際の衝撃も少なかったため、乗員乗客60名にけが人はなかった。両方のメインギアが使え左右バランスへの影響があまり生じない状況だったことと、プロペラブレードの地面への接触による破損が発生しなかったことにより機体へのダメージは最小限に抑えられた。機体には前脚格納扉から約5メートルの黒い擦過跡が残り、機底にある管制塔交信用の通信アンテナは先端が破損していたが、胴体部の損傷はそれのみであった。
この事故に際して高知新聞や現職パイロット（当時）は、適切な緊急着陸操作を行った機長の技量の高さがうかがえると評価した。
事故の影響で高知空港は終日閉鎖され、同空港へ着陸する予定であった定期便は高松空港や徳島空港へのダイバートを余儀なくされた。
この事故の影響で1603便は欠番となり、後に折り返し分の1602便についても欠番となった。

### 事故発生状況
この項目の記述は各種新聞報道に基づく。
- 8時21分 - 大阪国際空港を離陸。
- 8時47分40秒 - 1603便に対し、高知飛行場管制所が高知空港滑走路32への着陸許可を発出[12]。
- 8時49分50秒 - 1603便が管制所に対し「ギアダウンできないので空中待機しつつ故障探求する」旨を通報[12][13]。
- 9時14分0秒 - 1603便が地上の整備士に確認を依頼し、あわせて滑走路上空を500フィート (150 m)でローパス[注 2]する許可を管制所に求める[12]。
- 9時21分0秒 - 1回目のローパスを実施[12]。
- 9時25分 - 機長が「前輪が下りないため、地上と連絡を取り合いながら原因を追究しています」と機内アナウンス[13]。
- 9時35分5秒 - 2回目のローパスを実施[12]。
- 9時40分 - 高知空港の空港長室に対策本部を設置。
- 9時44分 - 残燃料が3,100ポンド (1,400 kg)となり、手動で前輪を出そうと試みる。空港に化学消防車2台と給水車1台が待機。
- 9時45分 - 政府が首相官邸に情報連絡室を設置[14]。
- 9時50分頃 - ANA本社に羽田空港のオペレーション統括本部から「ランディングギア（車輪）が出ない状況で今、着陸を試みている」と一報が入る。
- 9時57分58秒 - 1603便、前脚を下ろすために急旋回を試みる[12]。
- 10時19分25秒 - 機長から「タッチアンドゴーを実施し、（着地時の）衝撃で前輪が下りるか確認したい」と管制官に要請[12][13]。
- 10時20分すぎ - 日本放送協会（NHK）[注 3][15]、および民放各社が生中継を開始。
- 10時24分 - 管制官がタッチアンドゴーを許可。
- 10時25分23秒 - 後輪だけを滑走路に接地させてタッチアンドゴーを実施したが、前輪の収納ドアは作動せず上空に戻る[12]。
- 10時28分 - 機長から管制官に「10時52分をめどに着陸を試みる」と連絡。
- 10時34分0秒 - 機長が客室乗務員に指示し、一部の乗客を後方に移動させる[12]。
- 10時35分00秒 - 空港消防が滑走路上に消火剤を散布[12]。
- 10時40分 - 胴体着陸を決断。
- 10時41分 - 機長から管制官に「あと5分後くらいに着陸したい」と要請。
- 10時47分14秒 - 1603便が管制所に着陸許可を求める[12]。
- 10時50分 - 機長が「これから10分の燃料しかありません。胴体着陸を試みます。もう一度申し上げますが私は（こうした状況に備えて）多くの訓練をしてきました。安心してください」と機内アナウンス[6][13]。
- 10時52分10秒 - 管制所が同機に風向と風速を通知[12]。
- 10時53分 - 機長が「着陸1分前です」と機内アナウンス[6]。
- 10時54分 - 1603便は前輪が下りないまま着陸態勢に入り、後輪だけで滑走路に着地。約15秒後に機首が地面に接し、その約15秒後に完全停止[6][13]。直後に消防隊員、整備員らが機体周辺の点検を開始。消防車が機体前方を中心に放水を実施[2]。
- 11時06分 - 右側前方ドアが開く。
- 11時08分 - 乗客が降り始め、機体近くで待機していたバスへ向かう。
- 11時12分 - 乗客全員が降機。
- 11時40分 - ANAが羽田空港で記者会見し「ご迷惑をお掛けして深くお詫び申し上げます」と謝罪[16][17]。
- 12時10分頃 - 国土交通省が記者会見で「聞いたことのない事例」と話す。
- 12時15分 - ANAが続けて高知空港で記者会見し謝罪。

## 事故原因

### 原因調査
事故発生当日から原因調査が行われた。前輪が出なかった直接の原因は、前輪格納庫の開閉扉を動かすアーム部に装着されている円筒形状の部品（スリーブ）が、本来の装着位置よりずれて機体側に引っかかっていたことであった。また、筒状部品を固定するボルト1個が紛失していた。ボルトで固定されるべき筒状部品が、離着陸を重ねるごとに徐々にずれて機体側に引っかかりロックしてしまったため、バックアップの手動操作も機能しなかった。事故調査委員会は、事故原因となった前脚ドア部を接合する筒状部品にボルトが入っていた痕跡がないため、事故機の製造過程からボルトを入れ損ねていた可能性が高いとの見方を固めた。またメーカーによるマニュアルのチェックリストに載っていなかったため、全日空は2005年7月の機体受領以来、該当部分の点検整備自体をしていなかった。そのため事故原因は初歩的な製造ミスの疑いが高いという。これに対してボンバルディア社は大筋で製造ミスを認めており、当該機の引渡し前に前脚部全体をテスト後全交換した際に起きたミスである可能性が高い。したがって、ボンバルディア社の製造管理体制の不備を指摘する方向で最終的な調査が進められた。

### 事故原因調査報告
2008年5月28日、国土交通省航空・鉄道事故調査委員会は、カナダのボンバルディア社での納入前試験において開閉装置を損傷した時の修理の際、前輪格納扉を開閉アームの支点部分のボルトを付け忘れたことが事故原因とする報告を発表し、カナダ運輸省に同社の品質管理体制強化の指導を行うよう求めた。同社のトッド・ヤング副社長は記者会見において「多くの皆様にご心配やご迷惑をおかけしたことを改めて深くおわびする」と陳謝し、「事故後、修理マニュアルを具体化するなど5段階の改善策を実行した。安全性には自信を持っている」と語った。

## 事故後の経過

### 事故への批判と続発するトラブル
事故原因は、メーカーにおいて製造の最終段階で行われた納品前検査時の損傷を修理した時にボルトを付け忘れたことが原因であったが、同型機で頻繁に運航トラブルが発生していたにもかかわらず、その原因の特定すら行われていないまま運航を継続していた。高知県民からは大きな事故発生の不安が強まり、事故後は利用者や旅行代理店支店長から全日空への批判の声が上がった。
負傷者こそ出なかったが、同型機における初めての重大インシデントであった。同型機を導入した日本航空グループでもトラブルが続発していたが、全日空のように事故には至っていなかった。
事故機となったDHC8-Q400は、この事故以前から主脚を格納する油圧系統の動作不良、油漏れが相次いでいたほか、設計ミスによる配線不良や電子機器の故障が発覚していた。機体整備による欠航および離陸後に引き返す事例だけでも、2005年から2007年までに本件事故を含め77件と異常なまでに多発していたほか、就航した2002年から本件事故まで通算で88件のトラブルを起こしていた。さらに2007年9月には、スカンジナビア航空の同型機で着陸時に左主脚が分断して胴体着陸する事故が連続して発生したため、国土交通省の緊急点検の指示を受け、運航時間が1万時間を越えていた日本エアコミューターの3機と、9,000時間を越えていた全日空グループの2機が運航中止となった。同年10月には9月以降も繰り返し起きたスカンジナビア航空の事故の影響を受け、同社で不具合の多かった箇所を日本エアコミューター、全日空の所持する同型機24機に対して重点的な点検を行った。
以前にも全日空グループのDHC8-Q400では、2004年11月21日にエアーニッポンネットワークが運航する便が高知空港で滑走路を逸脱して滑走路脇で動けなくなるオーバーラン事故や、2006年2月9日にANA1823便の車輪が着陸前に全て出なくなり手動で下ろすトラブルなどが起きていた。同年3月20日には、天草エアラインのDHC8-Q100が熊本空港で全ての車輪が出なくなり手動操作で下ろすトラブルが発生している。
2008年に入ってもインシデントは発生しており、8月12日に日本エアコミューター所属の同型機（JA848C）が、大阪国際空港から離陸直前にエンジンを破損して金属片を滑走路に飛散させる重大インシデント（航空法施行規則第166条の4第6号に規定の「発動機の破損を発生」に該当）を引き起こしており、同型機のトラブルは根絶するに至っていない。
スカンジナビア航空は前述の連続事故の後の2007年10月27日にもノルウェーで胴体着陸事故を起こし、同日をもって「もはや顧客からの信頼を取り戻す事は出来ない」として同型機の運航を中止し、路線から退役させた。
事故を理由にボンバルディア社の機体が運航中止になった例としては、2004年の中国東方航空のボンバルディア CRJ-200（後に不適切な機体管理が原因と判明）がある。

### 事故機のその後

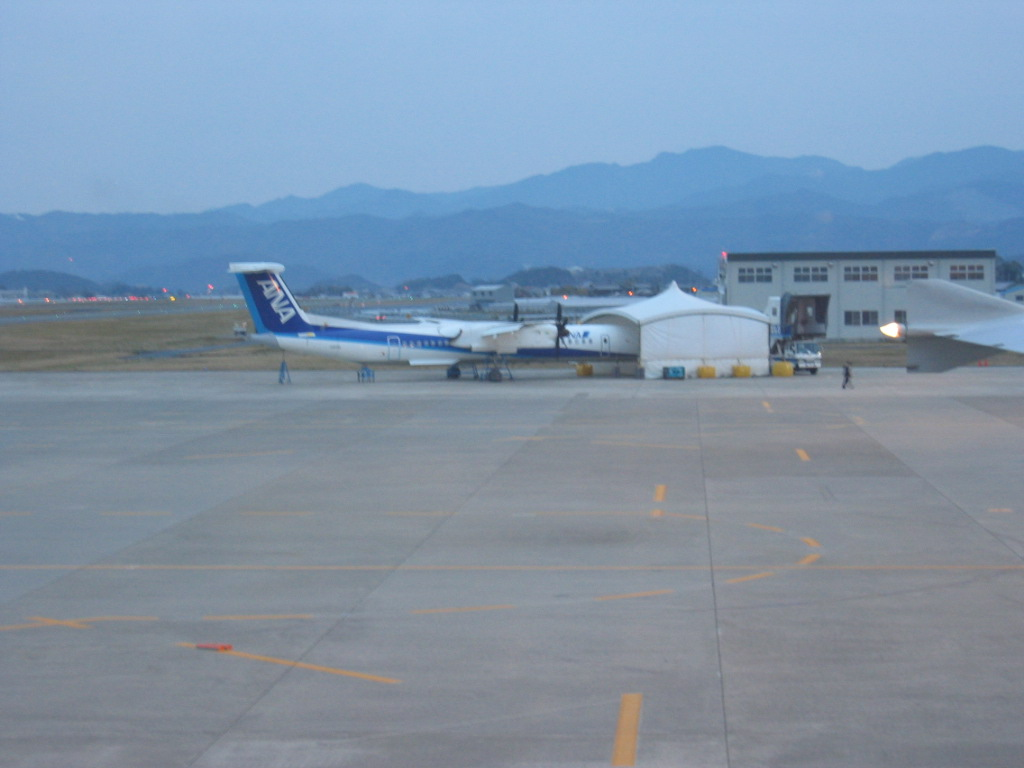
事故から1週間後のJA849A（2007年3月19日）

事故を起こした機体（JA849A）は、2007年5月になって最低限飛行できる程度に修理され、大阪国際空港へ回送された。そこで本格的な改修工事が行われ、滑走路と接触した胴体前部の部分は全面的に交換された。9月には国土交通省による安全検査に合格し、旅客機として再就役できる許可を受けた。しかし、連続して起きたスカンジナビア航空機事故を受け、全日空は飛行時間9,000時間を超えていた機体を運航停止にして点検する措置を自主的に行ったため、路線運航に復帰することはなかった。
2007年10月21日、全日空はJA849Aについて「飛行を重ねて安心してもらう必要がある」として、当面運航乗務員の訓練機として使用するために伊丹空港から沖縄県の下地島空港に回送した。また、エアーセントラルの乗務員労働組合は、事故後に行ったストライキにおいて、その要求項目に同機種の整備体制強化を入れた。
2007年12月19日、全日空は「離着陸を100回以上行って異常はなかった」と主張し、安全性に問題がないとして、機体を2008年1月1日の大阪（伊丹）発高知行きの始発便から路線運航に復帰させると発表した。しかし、高知県の尾﨑正直知事が遺憾を表明したため方針を撤回。2008年6月23日、全日空はJA849Aをボンバルディアに売却することを決定し、DHC-8-400を代替機を含む3機追加発注して2010年以降に運用を開始した。
JA849Aは2010年3月26日付で登録抹消され、ボンバルディア社所有（機体記号：C-GDXC）となった後、エズニス航空（2012年〜、機体記号：JU-9919）、ノルディック・アビエーション・キャピタル（2014年11月～、機体番号：OY-YAH）、スカイサービス・ビジネス・アビエーション（2015年6月～、機体番号：C-GSXA）を経て、2016年3月以降はオーロラ（機体番号：RA-67252）で運用されている。

### 代替機種について
事故直後、国土交通省はメーカーおよびカナダ政府に対し異例の改善要請を行った。また南国市の市長が代替機の導入などを全日空に対して早急に申し入れる考えを市議会で示した。
しかしながら、購入してから時間が経っておらず、ターボプロップが主流だった地方路線用の小型旅客機においても燃費が良く騒音が少ないターボファンエンジンを搭載したリージョナルジェットが登場し、DHC-8-400と競合していたターボプロップ機を生産していたスウェーデンのサーブはこのサイズのターボプロップ機の製造を中止、ドイツのフェアチャイルド・ドルニエやオランダのフォッカーなどは経営破綻で消滅し、メーカーではリージョナルジェットへ注力するなど業界の再編が進みつつあった。このため新規開発の計画はなく、大阪（伊丹）・高知線に就航できるターボプロップ機は、巡航性能や燃費の劣るやや旧式のターボプロップ機（Il-114、An-140、Y-7など）を除外すると、ATR社のATR 72のみとなる。
全日空ではDHC-8-400の代替としてMitsubishi SpaceJet（旧MRJ）を発注していたが、同型機の開発遅延（後に中止）に伴い、2016年6月にDHC-8-400を3機追加発注した。また、2024年には既存機の今後の機材更新を見据え、DHC-8-400を新たに7機増機することを発表している。この7機はデ・ハビランド・カナダ社のメーカー認定中古機であり、新造機と同様に一定期間のメーカー保証が付与され、全日空によれば「導入後も10年以上の長期にわたり使用可能な機材」としている。
一方で全日空は2023年、DHC-8-400を2026年度以降に退役させる意向を示しているが、後継機の機種については明らかにしていない。

## 類似事故
- 日本国内航空機帯広空港胴体着陸事故：1965年5月29日発生
- 東亜国内航空381便胴体着陸事故：1979年7月21日発生
- ジェットブルー航空292便緊急着陸事故：2005年9月21日発生
- スカンジナビア航空1209便胴体着陸事故：2007年9月9日
- スカンジナビア航空2748便胴体着陸事故：2007年9月12日
- スカンジナビア航空2867便胴体着陸事故：2007年10月27日
- コンチネンタル航空3407便墜落事故：2009年2月12日